# Dirty Hit
Dirty Hit é uma gravadora independente britânica fundada em dezembro de 2009 por Jamie Oborne, Chuck Wite, Brian Smith e o ex-atleta inglês, Ugo Ehiogu. Sua sede atualmente é na parte oeste de Londres, Inglaterra. Os seus lançamentos são distribuídos pela Ingrooves Music Group.

## Artistas
- Benjamin Francis Leftwich
- Wolf Alice
- The 1975
- No Rome
- The Japanese House
- Ben Khan
- QTY
- Pale Waves
- King Nun
- 404
- Superfood
- Marika Hackman
- Caleb Steph
- Just Banco
- The Candescents
- Beabadoobee
- AMA
- Oscar Lang
- Gia Ford
- Rina Sawayama
- Leo Bhanji